# Всеволожск
Всеволожск (на руски: Всеволожск) е град в северната европейска част на Русия, административен център на Всеволожки район в Ленинградска област. Населението му е около 73 000 души (2018).
Разположен е на 30 метра надморска височина на Карелския провлак, на 22 километра западно от Ладожкото езеро и на 22 километра североизточно от центъра на Санкт Петербург. Селището се споменава за пръв път през 1500 година, а през XIX век е владение на рода Всеволожски, чието име получава. Днес то е предградие на Санкт Петербург.